# Heteropoda boiei
Espèce
Synonymes
- Sparassus boiei Doleschall, 1859
- Heteropoda flavimana Simon, 1880
- Adrastis atomaria Simon, 1880

Heteropoda boiei est une espèce d'araignées aranéomorphes de la famille des Sparassidae.

## Distribution
Cette espèce se rencontre en Malaisie péninsulaire et au Sarawak et en Indonésie à Java et à Sumatra,.

## Habitat
Heteropoda boiei est présente en forêt tropicale et notamment dans la partie basse des forêts de Dipterocarpaceae où on la trouve sur les troncs.

## Description

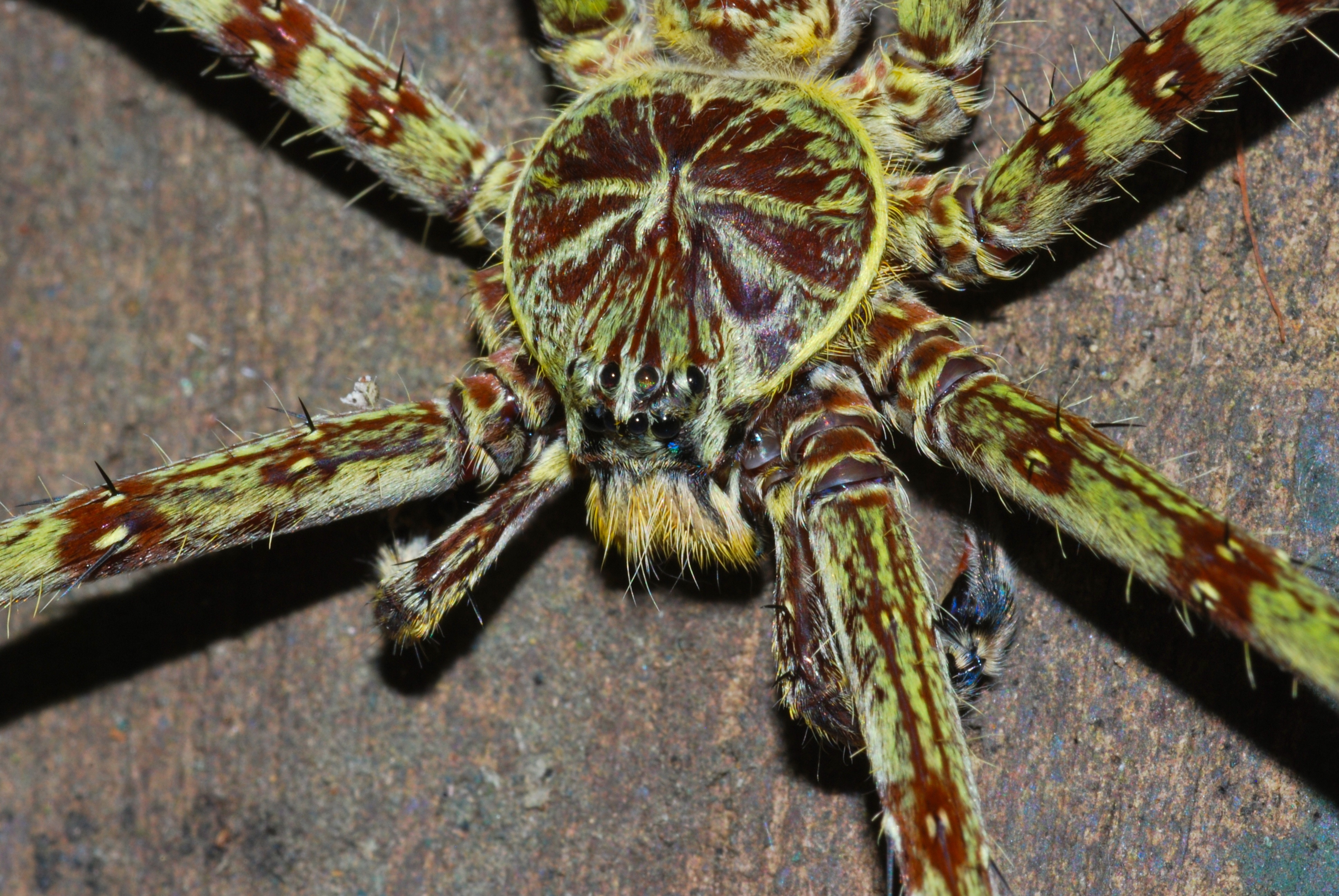
Détail du céphalothorax et des yeux (Sabah, Malaisie)

Heteropoda boiei est une araignée assez grande avec un mâle variant de 19 à 27 mm et une femelle de 23 à 37 mm. Les yeux sont rapprochés et élevés.
Elle présente une couleur d'ensemble verdâtre avec des marques de couleur rouille. Le céphalothorax, vert pistache radialement rayé de rouge, est aplati, large et rond.Les mâchoires supérieures sont petites et épaisses et recouvertes de courts poils jaunâtres. L'opisthosome (abdomen) est allongé, plus étroit que le céphalothorax, de forme conique et orné de bandes rouges. Les pattes sont longues (trois fois plus grandes que le corps) et fortes. Elles sont marquées de taches rouges munies d'épines noires.

## Galerie

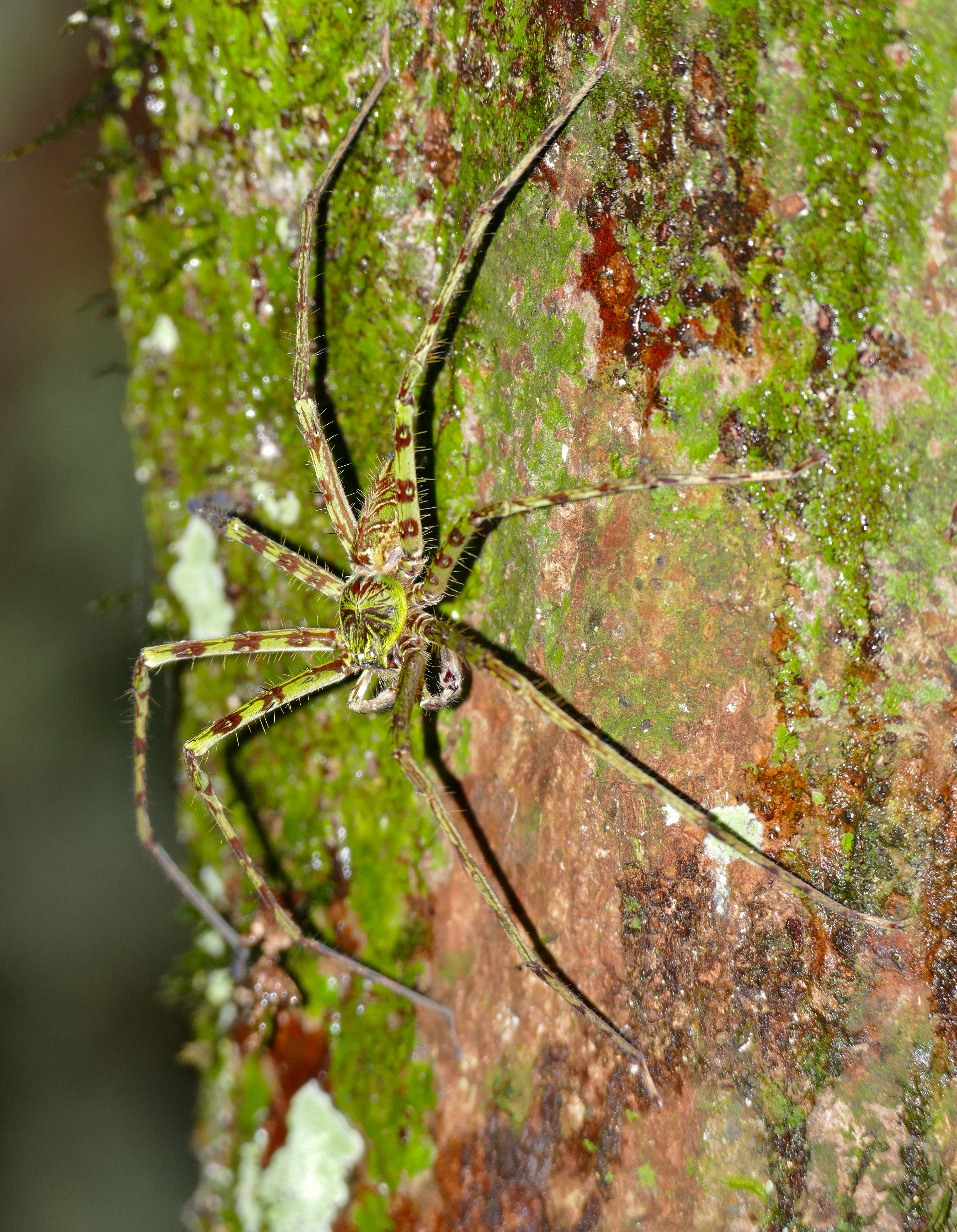
Heteropoda boiei du parc national du Gunung Mulu  en Malaisie
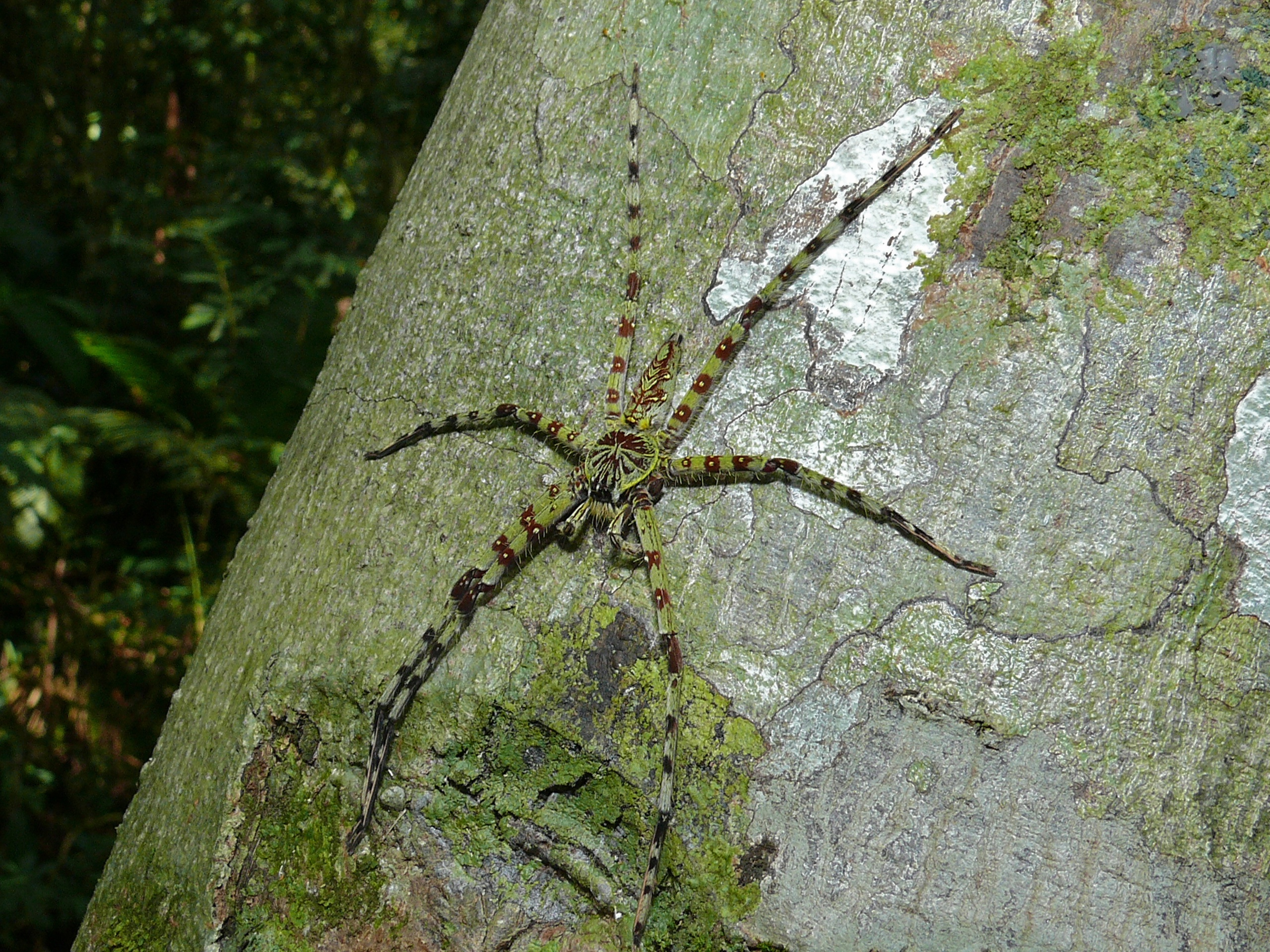
Heteropoda boiei du parc national de Niah en  Malaisie
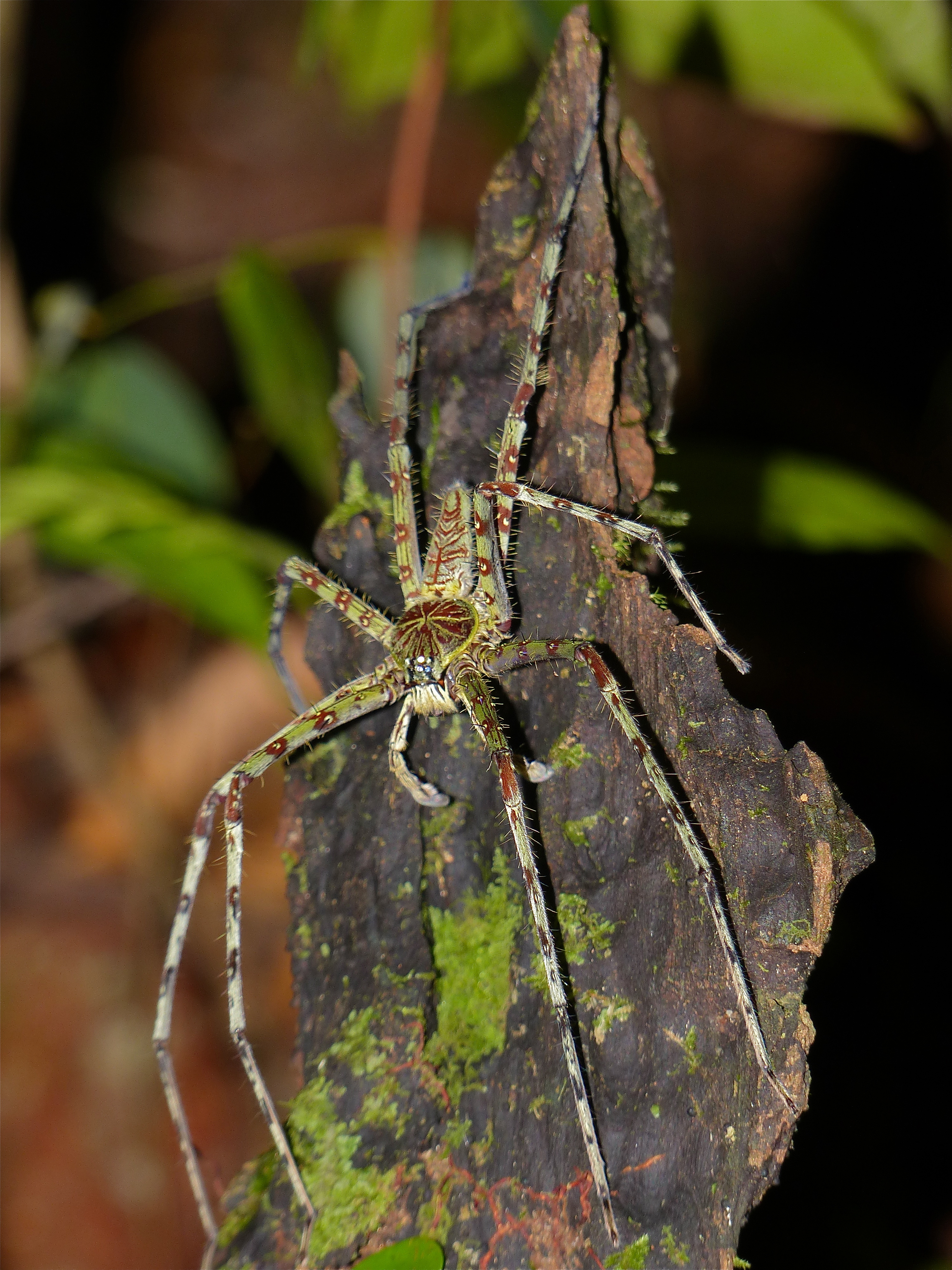
Heteropoda boiei du parc national du Gunung Mulu en Malaisie

## Publication originale
- Doleschall, 1859 : Tweede Bijdrage tot de Kenntis der Arachniden van den Indischen Archipel. Acta Societatis Scientiarum Indica-Neerlandica, vol. 5, p. 1-60 (texte intégral).